# Turatia yemenensis
Turatia yemenensis is een vlinder uit de familie dominomotten (Autostichidae). De wetenschappelijke naam is voor het eerst geldig gepubliceerd in 2008 door Derra.
De soort komt voor in het Afrotropisch gebied.